# Danilo Santos
Danilo Santos Pértuz (Bogotá, 18 de agosto de 1959) es un actor de cine y televisión colombiano. Ha participado en telenovelas de Telemundo.

## Biografía
Danilo Santos nació en Bogotá el 18 de agosto de 1959, es hijo de una familia santandereana que se instaló en la capital del país poco antes de su nacimiento. Comenzó como modelo de la marca Pat Primo en los años ochenta y saltó a la actuación cuando protagonizó Ana de Negro junto a Luly Bossa. Participó luego en el seriado ¿Por qué mataron a Betty si era tan buena muchacha? junto a Carlos Congote.
Además de la actuación, Danilo Santos se ha dedicado a la pintura y a la escultura.
En 2006 Danilo Santos decidió participar en política inscribiendo su nombre en las listas del Partido Cambio Radical por una curul en el Senado, pero no obtuvo la votación requerida para lograrla.

## Filmografía

### Televisión
- Sin senos sí hay paraíso (2017)
- La suegra (2014)
- Ojo por ojo (2010)
- Sin senos no hay paraíso (2009)[2]
- Victoria (2008)
- Sin vergüenza (2007)
- La ex (2006)
- La tormenta (2005)
- Decisiones
- Luna, la heredera  (2004)
- Luzbel está de visita (2001)
- Adónde va Soledad  (2000)
- Juliana, ¡qué mala eres! (1999)
- Rosas al atardecer (1998)
- Quirpa de tres mujeres (1996)
- La viuda de Blanco (1996)
- Soledad (1995)
- Señora tentación (1994)
- Paloma (1994)
- Pasiones secretas (1993)
- En cuerpo ajeno (1992)
- Ana de Negro (1991)
- ¿Por qué mataron a Betty si era tan buena muchacha? (1989)
- Al final del arco iris  (1988)
- Marcela (1987)
- El ángel de piedra (1987)
- Brillo (1986)

### Cine
- After Party (2000)

## Premios y nominaciones

### Premios TVyNovelas
| Año  | Categoría                        | Telenovela o Serie | Resultado |
| ---- | -------------------------------- | ------------------ | --------- |
| 1997 | Mejor actor antagónico           | La viuda de Blanco | Nominado  |
| 1996 | Mejor actor protagónico de serie | Soledad            | Nominado  |
| 1993 | Mejor actor protagónico          | En cuerpo ajeno    | Ganador   |